# Якщо вже падає, то падає
«Якщо́ вже па́дає, то па́дає» — картина іспанського художника Сальвадора Далі, написана впродовж 1972–1973 років. Зберігається у Театрі-музеї Сальвадора Далі у Фігерасі.

## Опис
Натюрморт в голландському стилі, куплений художником в Парижі й «далінізований». Далі казав:
|  | Замість того, аби перетворити її в колаж, я трансформував цю картину. |

Художник зробив з цього натюрморту алегорію на знак вдячності своєму другові, каталонському філософу Франсеску Пужольсу. На полотні чітко видно зміни, внесені Далі, який використовував живопис оригіналу для створення ефекту подвійності. Привертає увагу яскравий колаж — рибальський гачок, що стирчить з однієї з фігур, та написана олією фраза Пужольса: «Якщо вже падає, то падає». Цією фразою, що дала назву картині, закінчувався великий та складний філософський текст, яким дуже зацікавився Далі.